# II. třída okresu Blansko 2003/2004
V soubojích fotbalové II. třídy okresu Blansko 2003/2004, jedné ze skupin 8. nejvyšší fotbalové soutěže, se utkalo 14 týmů dvoukolovým systémem podzim – jaro. Tento ročník skončil v červnu 2004. Postup do I. B třídy Jihomoravského kraje 2004/2005 si zajistil vítězný tým ASK Blansko. Sestoupily poslední dva týmy TJ Šošůvka a SK Olympia Ráječko „B“. 

## Výsledná tabulka
| Poř. | Tým                              | Z  | V  | R | P  | VG | OG | B  |
| ---- | -------------------------------- | -- | -- | - | -- | -- | -- | -- |
| 1.   | ASK Blansko                      | 26 | 17 | 5 | 4  | 80 | 35 | 56 |
| 2.   | SK Jedovnice                     | 26 | 15 | 7 | 4  | 61 | 26 | 52 |
| 3.   | TJ Sokol Kořenec                 | 26 | 12 | 7 | 7  | 56 | 34 | 43 |
| 4.   | TJ Sokol Bořitov                 | 26 | 12 | 6 | 8  | 55 | 46 | 42 |
| 5.   | SK Sokol Lipovec                 | 26 | 12 | 5 | 9  | 50 | 37 | 41 |
| 6.   | TJ Sokol Lysice                  | 26 | 12 | 5 | 9  | 42 | 57 | 41 |
| 7.   | TJ Sokol Rudice                  | 26 | 11 | 3 | 12 | 50 | 58 | 36 |
| 8.   | TJ Rakovec Kotvrdovice           | 26 | 10 | 6 | 10 | 46 | 55 | 36 |
| 9.   | SK Sokol Doubravice nad Svitavou | 26 | 10 | 4 | 12 | 38 | 43 | 34 |
| 10.  | FK Spartak Adamov                | 26 | 9  | 5 | 12 | 50 | 56 | 32 |
| 11.  | Sokol Černá Hora                 | 26 | 9  | 4 | 13 | 40 | 40 | 31 |
| 12.  | TJ Sokol Vísky                   | 26 | 9  | 4 | 13 | 38 | 59 | 31 |
| 13.  | TJ Šošůvka                       | 26 | 8  | 2 | 16 | 28 | 47 | 26 |
| 14.  | SK Olympia Ráječko „B“           | 26 | 1  | 7 | 18 | 29 | 70 | 10 |

Poznámky:
- Z = Odehrané zápasy; V = Vítězství; R = Remízy; P = Prohry; VG = Vstřelené góly; OG = Obdržené góly; B = Body; (S) = Mužstvo sestoupivší z vyšší soutěže; (N) = Mužstvo postoupivší z nižší soutěže (nováček)
- Tým ASK Blansko po sezóně zanikl sloučením s TJ ČKD Blansko do nového týmu FK APOS Blansko

|  | Postup do I. B třídy Jihomoravského kraje 2004/2005 |
|  | Sestup do III. třídy okresu Blansko 2004/2005       |